# Per Noste
Per Noste ist ein  1960 in Orthez unter dem Namen Per Nouste („Für uns“) gegründeter Verein, der sich für den Erhalt und die Förderung der okzitanischen Sprache der Gascogne (auch gascognische Sprache genannt) und der Kultur der Gascogne einsetzt.
Sein Gründungspräsident ist Roger Lapassade. Zu den 26 Gründungsmitgliedern zählen Robert Darrigrand, Pierre Tucoo-Chala und Xavier Ravier. 1965 trat Michel Grosclaude dem Verein bei. Der Verein entfaltete sehr schnell eine rege Verlagstätigkeit, insbesondere auf dem Gebiet der Sprachlehrwerke.
 Er fungierte bis 2009 als Sektion des Institut d’Études Occitanes für das Département Pyrénées-Atlantiques. Er initiierte bzw. förderte zahlreiche Projekte (“Calandreta”-Grundschule mit okzitanischer Unterrichtssprache, die bekannte Musikgruppe „Nadau“, den Radiosender “Ràdio País”, das “Ostau Bearnés” in Pau...)

## Editionstätigkeit

Logo von Per Noste im Rahmen der Editionstätigkeit

1967 entstand die Zeitschrift Per Nouste, die 1968 in Per Noste, 1979 in País Gascons umbenannt wurde.
Die Vereinsarbeit umfasst heute in erster Linie die Herausgabe von Lehrbüchern, von Literatur in gaskognisch-okzitanischer Sprache und Werken zu Land und Leuten der Gascogne.